# كيفن فان إسن
كيفن فان إسن (بالهولندية: Kevin van Essen)‏ هو لاعب كرة قدم هولندي، ولد في 18 أغسطس 1989 في ناردن في هولندا. لعب مع نادي تلستار ‏.

## وصلات خارجية
- كيفن فان إسن على موقع قاعدة بيانات كرة القدم.إي يو (الإنجليزية)
- كيفن فان إسن على موقع Soccerway.com (الإنجليزية)
- كيفن فان إسن على موقع عالم كرة القدم.نت (الإنجليزية)